# Acephala
Acephala är ett släkte av svampar. Acephala ingår i familjen Vibrisseaceae, ordningen disksvampar, klassen Leotiomycetes, divisionen sporsäcksvampar och riket svampar.
|          | Anavirga                             |
|          |                                      |
|          | Vibrissea                            |
|          |                                      |
|          | Phialocephala                        |
|          |                                      |
| Acephala | \| \| Acephala applanata \| \| \| \| |
|          | \| \| Acephala applanata \| \| \| \| |
|          | Chlorovibrissea                      |
|          |                                      |
|          | Leucovibrissea                       |
|          |                                      |
|          | Acephala applanata                   |
|          |                                      |

|  | Acephala applanata |
|  |                    |